# 发现折尾虾
发现折尾虾（学名：Uroptychus faxianae）一种于西太平洋加洛林板块发现的十足目鎧甲蝦類，隶属于柱臂虾科折尾虾属。本种是中国科学院海洋研究所（IOCAS）利用“发现”号rov深海机器人（水下缆控潜水器）所发现，种小名及取自“发现”号rov深海机器人。